# Người quan sát (thuyết tương đối hẹp)
Trong thuyết tương đối hẹp, người quan sát (tiếng Anh: observer) là một hệ quy chiếu mà từ đó một tập hợp các vật thể hoặc sự kiện đang được đo lường. Thông thường, đây là hệ quy chiếu quán tính hoặc "người quan sát quán tính" ("inertial observer"). Ít thường xuyên hơn, người quan sát có thể là một hệ quy chiếu phi quán tính tùy ý, chẳng hạn như hệ quy chiếu Rindler mà có thể được gọi là "accelerating observer".
Nói về người quan sát trong thuyết tương đối hẹp không phải là đưa ra giả thuyết cụ thể về một cá nhân đang trải qua các sự kiện, mà đúng hơn đó là một bối cảnh toán học cụ thể mà từ đó các vật thể và sự kiện sẽ được đánh giá.

## Lịch sử
Albert Einstein thường xuyên sử dụng từ "người quan sát" (Beobachter) trong bài báo đầu tiên năm 1905 của ông về thuyết tương đối hẹp và trong bài trình bày phổ biến đầu tiên của ông về chủ đề này. Tuy nhiên, ông đã sử dụng thuật ngữ này theo nghĩa thông thường của nó, ví dụ như đề cập đến "người ở cửa sổ toa xe lửa" hoặc "những người quan sát lấy đoàn tàu làm vật thể tham chiếu". Ở đây, vật thể tham chiếu hoặc hệ tọa độ—một sự sắp xếp vật lý của các thước đo (meterstick) và clock bao phủ vùng không–thời gian nơi các sự kiện diễn ra—được phân biệt với người quan sát—một người thí nghiệm (experimenter) gán tọa độ không–thời gian cho các sự kiện ở xa người đó bằng cách quan sát (theo nghĩa đen là nhìn thấy) sự trùng hợp ngẫu nhiên giữa các sự kiện đó và các đặc điểm cục bộ của vật thể tham chiếu.